# Lachnellula pseudofarinacea
Lachnellula pseudofarinacea är en svampart som först beskrevs av P. Crouan & H. Crouan, och fick sitt nu gällande namn av Dennis 1962. Lachnellula pseudofarinacea ingår i släktet Lachnellula och familjen Hyaloscyphaceae.  Arten är reproducerande i Sverige. Inga underarter finns listade i Catalogue of Life.